# Ère Kan'ei

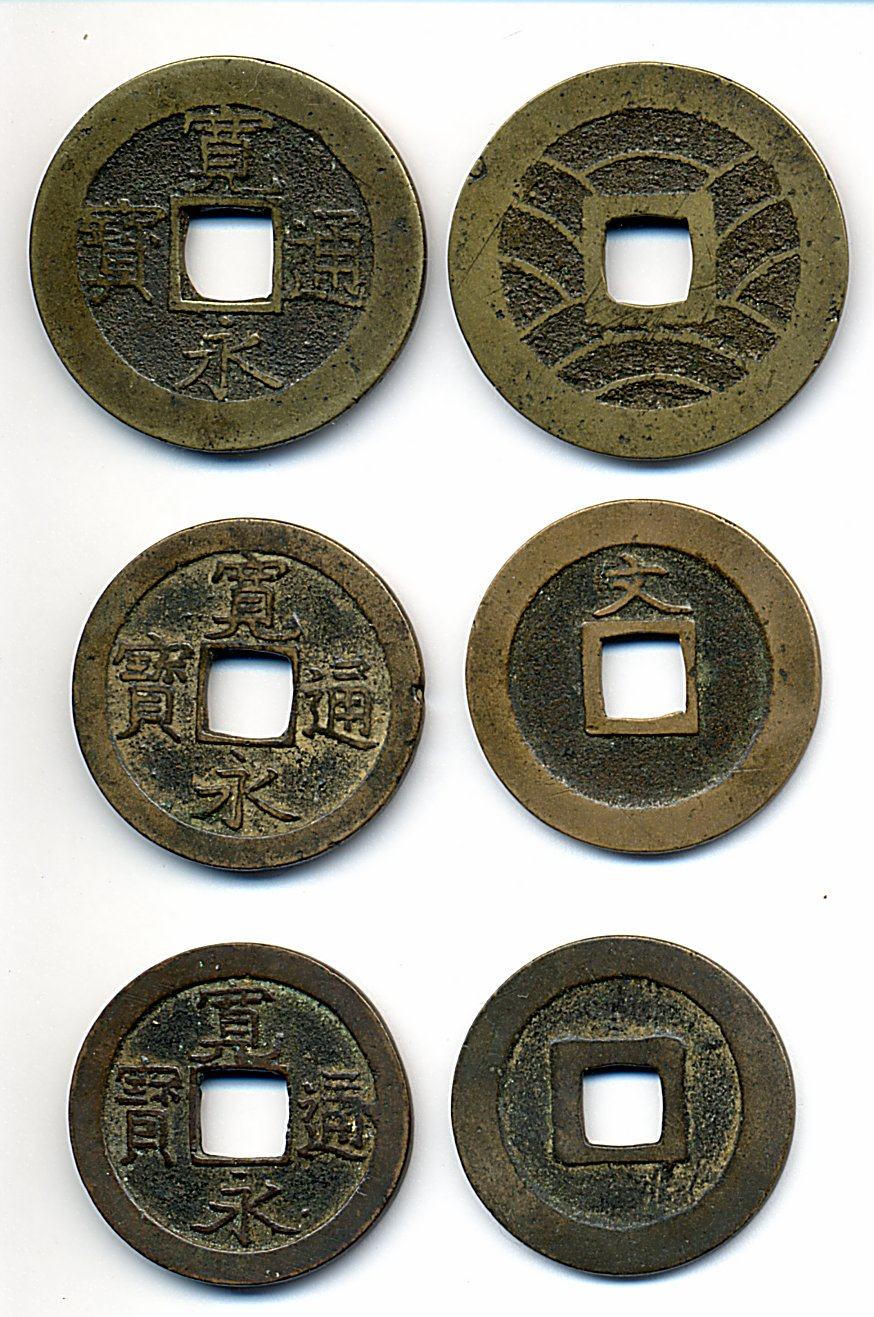
Objets de l'ère Kan'ei.

L'ère Kan'ei (en japonais: 寛永) est une des ères du Japon (年号, nengō, littéralement « le nom de l'année ») suivant l'ère Genna et précédant l'ère Shōhō. Cette ère couvre la période allant du mois de février 1624 au mois de décembre 1643. Les empereurs et l'impératrice régnants sont Go-Mizunoo-tennō (後水尾天皇), Meishō-tennō (明正天皇) et Go-Kōmyō-tennō (後光明天皇).

## Changement de l'ère
- 1624 Kan'ei gannen (寛永元年?) : Le nom de l'ère est changé pour marquer le début d'un nouveau cycle du zodiaque chinois. L'ère précédente se termine et la nouvelle commence en Genna 9, le 30e jour du 2e mois. Le nom de cette ère est dérivé de 寛広、永長 (« Grande clémence, meneur éternel »).

## Événements de l'ère Kan'ei
- 1629 (Kan'ei 1) : La construction du Hōei-zan commence[2].
- 4 novembre 1626 (Kan'ei 3, 16e jour du 9e mois) : L'empereur Go-Mizunoo et l'impératrice visitent le château de Nijō; Ils sont accompagnés des princes de sang, des dames du palais et de kuge. Parmi les précédents à cette visite se trouve la visite de l'ère Tenshō de l'empereur Go-Yōzei à l'extravagante demeure de Hideyoshi à Heian-kyō, le Juraku-dai (que Hideyoshi lui-même fera détruire au cours du 12e mois de l'ère Bunroku 2)[3].
- 1627 (Kan'ei 6) : « Incident des vêtements pourpres » (紫衣事件,, shi-e jiken?) — L'empereur est accusé d'avoir donné des vêtements pourpres honorifiques à plus de dix prêtres malgré l'édit du shogun qui les interdit pendant deux ans (probablement afin de briser le lien entre l'empereur et les milieux religieux). Le shogunat intervient et invalide le don des vêtements.
- 22 décembre 1629 (Kan'ei 6, 8e jour du 11e mois) : L'empereur renonce au trône en faveur de sa sœur, l'impératrice Kyōshi[2].
- 14 mars 1632 (Kan'ei 9, 24e jour du 1er mois) : L'ancien shogun Hidetada décède[2].
- 28 février 1633 (Kan'ei 10, 20e jour du 1er mois) : Séisme à Odawara dans la province de Sagami[2].
- 1634 (Kan'ei 11, 7e mois) : Le shogun Tokugawa Iemitsu paraît à la cour à Miyako et rend visite à l'ancien empereur Go-Mizunoo[4].
- 1635 (Kan'ei 12) : Un ambassadeur du roi de Corée est reçu au palais de Heian-kyō[2].
- 1637 (Kan'ei 14) : Importante rébellion de Chrétiens à Arima et Shimabara; des forces shogunales sont envoyées pour réprimer les troubles[2].
- 1638 (Kan'ei 15) : La révolte chrétienne est écrasée et 37 000 des rebelles sont tués. La religion chrétienne disparaît au Japon[2].
- 1640 (Kan'ei 17) : Un navire espagnol de Macao amène une délégation de 61 personnes à Nagasaki. Elles arrivent le 6 juillet 1640 et le 9 août toutes sont décapités et leurs têtes fichées sur des poteaux[2].
- 1643 (Kan'ei 20) : Un ambassadeur du roi de Corée arrive à Heian-kyō[5].
- 10 novembre 1643 (Kan'ei 20, 29e jour du 9e mois) : Au cours de la 15e année de son règne (明正天皇15年), l'impératrice Meishō abdique et la succession (senso) est reçue par son frère[6].
- 15 décembre 1643 (Kan'ei 20, 5e jour du 11e mois) : L'empereur Go-Komyō accède officiellement au trône (sokui)[6].